# Vadnutí

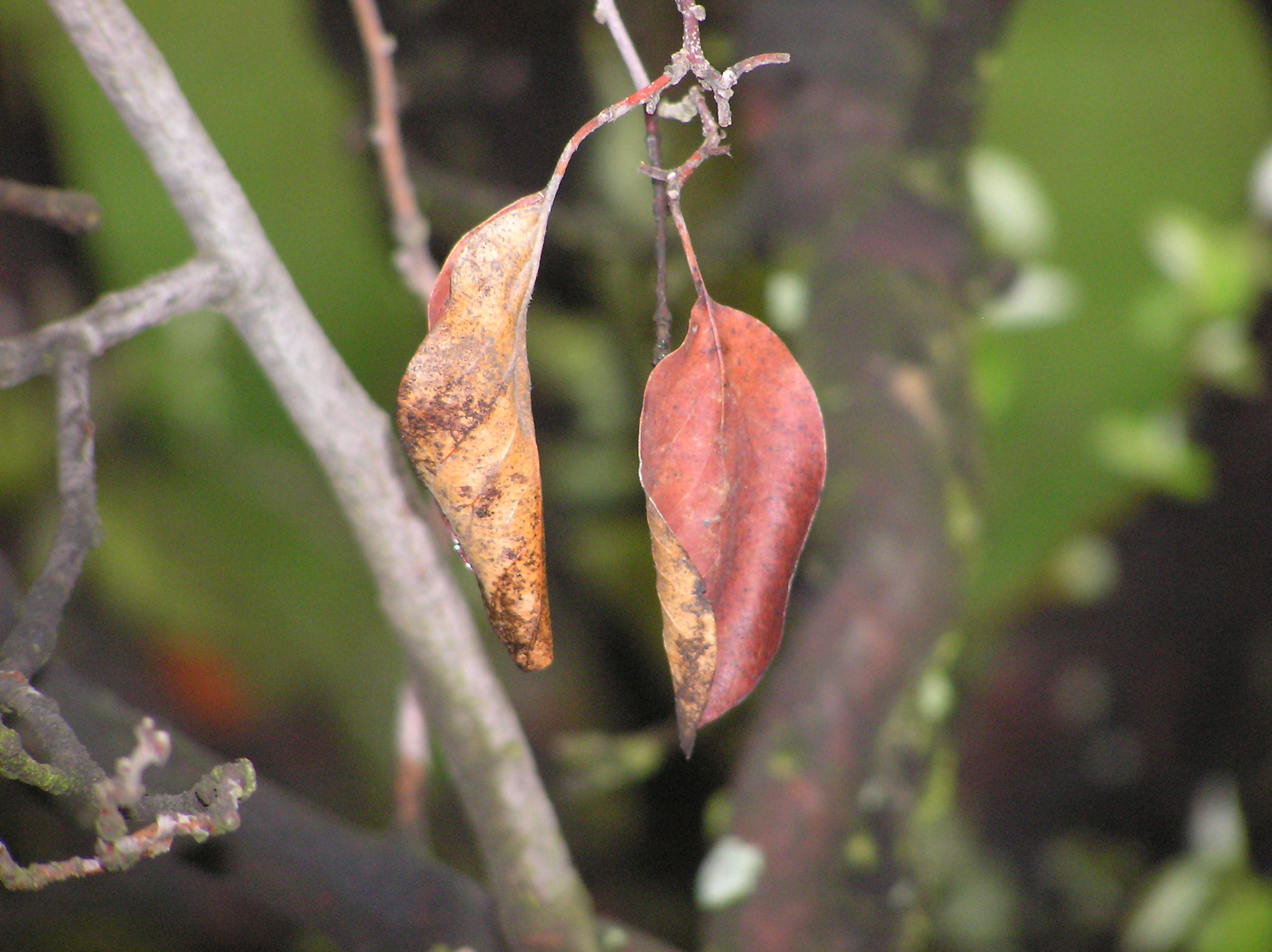
Zvadlé listy

Vadnutí je označení pro proces, při němž se z těl rostlin nadměrně uvolňuje voda. Tím se snižuje turgor („vnitřní tlak“) buněk podílejících se na stavbě rostlinného pletiva a následně dochází ke změnám tvaru až celkovému polehnutí nadzemních části rostlin.
Příčinou vadnutí může být nedostatek vody v půdě, přílišný obsah solí v půdě (čímž rostlina ztrácí schopnost přijímat tuto vodu), poškození rostlinných vodivých pletiv, a podobně.
Vadnutí se rostliny obvykle snaží ustát tak, že uzavřou své průduchy. Uzavírání průduchů indukuje zejména kyselina abscisová. Například vrba (Salix) však není schopná uzavírat průduchy a bez vody proto vadne velmi rychle.